# بروس كامبل (سياسي)
بروس كامبل (بالإنجليزية: Bruce Campbell)‏ هو قاضي وسياسي بريطاني (وحمل سابقاً جنسية المملكة المتحدة لبريطانيا العظمى وأيرلندا)، ولد في 25 أكتوبر 1916، وتوفي في 1990. حزبياً، نشط في حزب المحافظين. في الانتخابات الفرعية في مجلس العموم البريطاني ‏، انتخب عضو البرلمان الرابع والأربعون للمملكة المتحدة عن دائرة Oldham West (UK Parliament constituency) ‏ (13 يونيو 1968 – 29 مايو 1970).